# Президент Варгас
«Президент Варгас» — один из крупнейших когда-либо найденных алмазов, первоначальной массой 726,6 карата.
Алмаз был обнаружен 13 августа 1938 года в Бразилии, в аллювии реки Санту-Антониу в округе Коромандел штата Минас-Жерайс. Впоследствии из него было изготовлено 29 бриллиантов, самый крупный из которых имел массу 48,26 карат. Четырнадцати наиболее крупным из бриллиантов была придана изумрудная огранка.
Алмаз назван в честь президента Бразилии Жетулиу Варгаса, в годы правления которого был обнаружен.
В 1939 году алмаз был оценён в 600 тысяч долларов.